# Говоров, Александр Алексеевич (футболист)
Александр Алексеевич Говоров (11 февраля 1942, Чернигов — Ташкент, Узбекистан) — советский футболист, вратарь.
Начало карьеры провёл в 1960—1961 годах в «Авангарде» Сумы. С 1962 года — в СКА Киев, в 1963 году провёл 34 матча. В 1964—1965 годах играл за «Десну» Чернигов. В 1966 году перешёл в донецкий «Шахтёр», за который в чемпионате провёл 96 игр, пропустил 112 мячей. В 1971 году перешёл в «Пахтакор» Ташкент. Последний клуб — команда второй лиги «Янгиер» (1974).

На данный момент, 2024г., проживает в России, в Воронеже